# Болезнь Гюнтера
Болезнь Гю́нтера — эритропоэтическая порфирия. Названа в честь описавшего болезнь в 1911 году немецкого врача Ганса Гюнтера. Встречается крайне редко: менее 1 случая на 1,000,000 новорожденных.

## Симптомы
Хроническая фоточувствительность, поражения кожи и разрушение красных клеток крови. Поражённые избегают света, поскольку он вызывает жжение; также у них имеются выраженный диффузный гипертрихоз, рубцы и эритродонтия (окрашивание зубов в красный цвет).
Чаще болезнь Гюнтера проявляется уже на 1-м году жизни, но иногда — и позже (на 4-5-м годах). Наряду с нормальным клоном эритроцитов у больных существует и патологический клон, в клетках которого в связи с ферментным дефектом накапливается много уропорфирина.
Воспаления и язвы поражают хрящи, уши, нос, веки, изменяя и деформируя их. Постепенно человек становится живой мумией. Больные должны быть максимально возможно изолированы от солнечного света.
Характерны повышенно развитый волосяной покров (гипертрихоз, густые брови, длинные ресницы), розовато-коричневое окрашивание зубов (эритродонтия) в связи с отложением в эмали и дентине порфиринов. При исследовании в ультрафиолетовых лучах зубы дают яркое пурпурно-красное свечение.
Типично выделение мочи красного цвета — симптом, ранее всего замечаемый родителями больного ребёнка. Определяется увеличение селезёнки (иногда — и печени), сочетающееся с гемолитической анемией. Летальный исход может наступить ещё в детстве.

## Генетика
Заболевание обусловлено редкой рецессивной мутацией в локусе 10q26.1-q26.2, на длинном плече 10-й хромосомы, которая приводит к нарушению метаболизма гема, обусловленное недостаточностью фермента уропорфириноген III синтазы, и очень высокой фоточувствительности кожных покровов.

## Лечение
Радикального лечения не существует.
В литературе есть сообщения о нескольких случаях успешного применения трансплантации костного мозга для лечения пациентов с болезнью Гюнтера. Тем не менее, долгосрочные результаты неизвестны. Опасные для жизни инфекционные осложнения ограничивают применение этого терапевтического подхода,,.
Бета-каротин, активированный уголь, холестирамин неэффективны даже в больших дозах. Переливание эритроцитарной массы немного улучшает течение болезни, однако эффект от этой процедуры непродолжительный, а возможный риск при регулярных трансфузиях превышает потенциальную пользу. Пациентов нужно оберегать от солнечных лучей, применять специальные фотозащитные средства. Одежда должна максимально скрывать кожу от света. На окна дома и автомобиля следует наклеить плёнку, отражающую ультрафиолет. Люминесцентные лампы необходимо заменить на лампы накаливания.

## Болезнь в телесериалах
- В телесериале «Чёрная лагуна» сын Лусии Томас болен болезнью Гюнтера.
- В телесериале «Закрытая школа» — 3 сезон, 31 серия. Заболевание у Данилы, сына Тамары.
- В 7-й части 2-го сезона сериала «Секретные материалы» рассказывается о трёх молодых людях, страдающих от болезни Гюнтера в гипертрофированной форме.
- Главный герой фильма «Тёмная сторона Солнца».
- В телесериале «Доктор Хаус» (3 сезон, 9 серия) доктор Роберт Чейз диагностировал эритропоэтическую протопорфирию у маленькой девочки Элис.
- В фильме «Другие» Алехандро Аменабара с Николь Кидман в главной роли (2001) этим недугом болеют дети главной героини.
- В телесериале «Касл» болезнь есть у одного из свидетелей убийства.
- В фильме «Полночное солнце» заболевание у главной героини Кэти (Белла Торн)
- В сериале «Лучше звоните Солу»
- В телесериале Бетвумен
- В телесериале «Анна детективъ» 2 сезон. Фильм № 12. Вурдалакъ.
- В телесериале «Доктор Хэрроу» — 3 сезон, 2 серия «Осуждают то, что не понимают». Серия построена вокруг загадочного убийства парня, ведшего «вампирский» образ жизни из-за заболевания.